# Napoleon und die kleine Wäscherin
Napoleon und die kleine Wäscherin ist ein zu Beginn des napoleonischen Zeitalters (frühes 19. Jahrhundert) spielender, zweiteiliger deutscher Ausstattungs- und Historienfilm aus dem Jahre 1920 von Adolf Gärtner mit Ellen Richter als Madame Sans-Gêne und Rudolf Lettinger als Kaiser Napoleon I.

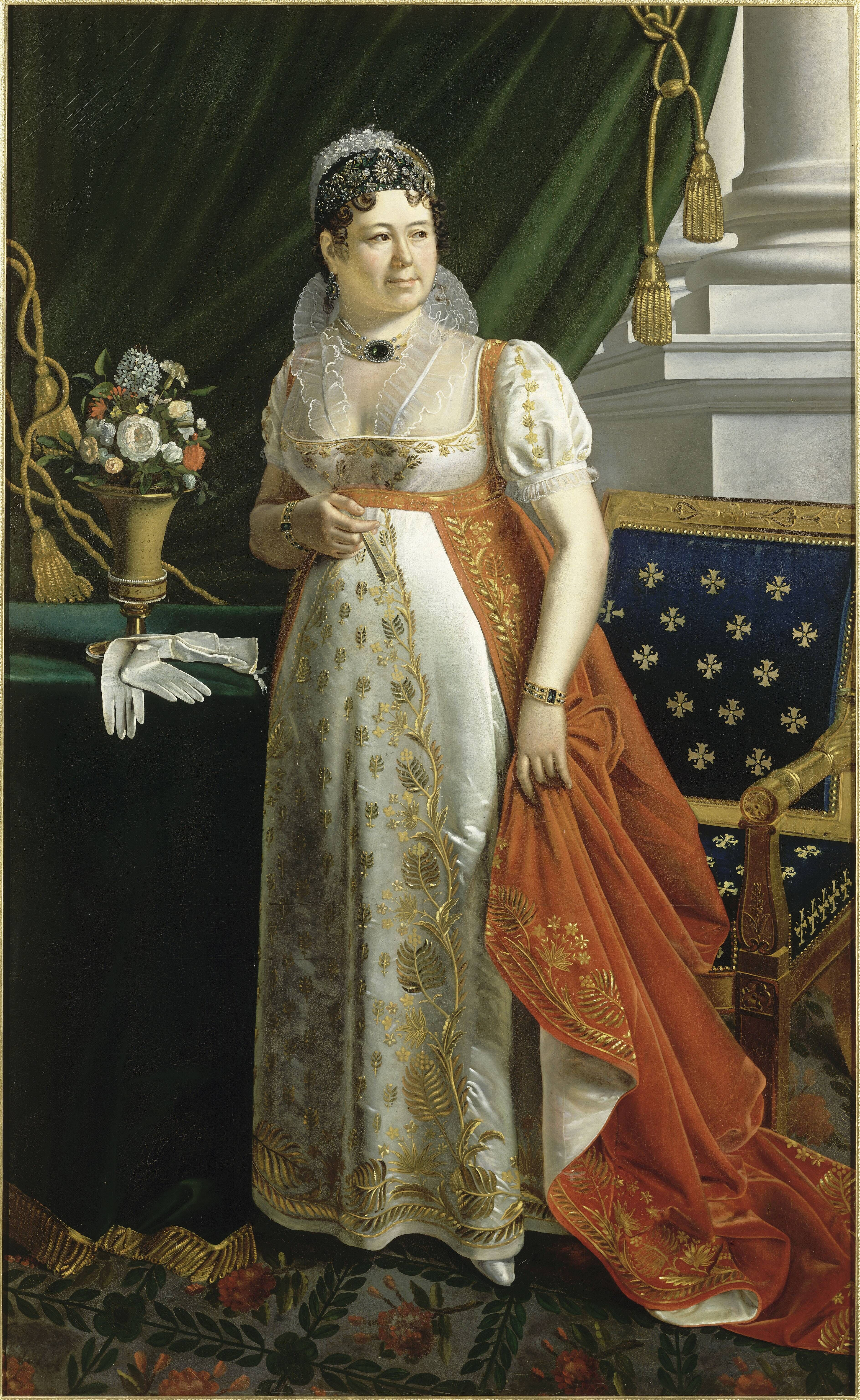
Madame Sans-Gêne (zeitgenössisches Gemälde)

## Handlung
Napoléon Bonaparte ist noch ein kleiner unbedeutender Leutnant, als er im ausgehenden 18. Jahrhundert in Paris Cathérine Hübscher kennenlernt. Sie ist eine einfache Frau aus dem Volke und besitzt eine kleine Wäscherei. Jahre später, nachdem Napoleon zum Kaiser der Franzosen gekrönt worden ist, ernennt Napoleon Catherines Ehemann François-Joseph Lefebvre zum Marschall und schließlich 1807 nach einem errungenen Sieg zum „Herzog von Danzig“.
Nun passt Madames gewöhnliche Herkunft und ihr einfaches Wesen nicht mehr ins Bild, das sich Napoleon von einer „Herzogin von Danzig“ macht, und der Korse stößt sich an Madame Sans-Gênes öffentlichem Auftritt und ungezwungenem Habitus. Da aber auch er aus einfachsten Verhältnissen stammt, und sie ihn an seine eigene Vergangenheit erinnert, akzeptiert Napoleon schließlich Madame Sans-Gêne so wie sie ist. Auch nach seinem Niedergang und der verloren gegangenen Schlacht bei Waterloo hält Madame zu ihm und besucht den abgesetzten Kaiser in seiner britischen Gefangenschaft. Für diese Treue übersendet ihr Napoleon Tage später das Kreuz der Ehrenlegion.

## Produktionsnotizen
Napoleon und die kleine Wäscherin, von der Produktions- bzw. Verleihfirma als „Monumental-Prachtfilm“ annonciert, passierte die Filmzensur mit Teil 1 am 24. November 1920 und mit Teil 2 am 5. Januar 1921. Das Werk erhielt sogleich Jugendverbot. Die Uraufführung des ersten Teils fand wohl am 1. Dezember 1920 statt, der zweite wurde zu Beginn des darauffolgenden Jahres herausgebracht. Die Länge des ersten Teils betrug 1500, die des zweiten 1474 Meter. Somit kam die Produktion auf nicht ganz zweieinhalb Stunden Spieldauer. Jeder der beiden Teile besaß vier Akte.
Die Filmbauten gestaltete Hans Dreier.

## Zur historischen Person
Die als Cathérine Hübscher geborene Elsässerin war ursprünglich eine einfache Wäscherin. Durch die Eheschließung mit einem überzeugten Bonapartisten stieg sie rasch gesellschaftlich auf und wurde schließlich dank ihrer Ehe eine „Herzogin von Danzig“. Auch nach Napoleons Niedergang blieb Madame Sans-Gêne in Frankreich sehr beliebt, da sie sich stets um notleidende Mitbürger gekümmert haben soll.

## Weitere Verfilmungen
Die Geschichte der Madame Sans-Gêne war seit jeher ein beliebter Filmstoff:
- Madame Sans-Gêne (Frankreich, 1911) mit Gabrielle Réjane
- Madame Sans-Gêne (USA, 1925) mit Gloria Swanson
- Madame Sans-Gêne (Frankreich, 1941) mit Arletty
- Madame Sans-Gêne (Argentinien, 1945) mit Nini Marshall
- Madame Sans-Gêne (Frankreich/Italien/Spanien, 1961) mit Sophia Loren

## Kritiken
Paimann’s Filmlisten resümierte: „Stoff, Spiel und Photos ausgezeichnet. Szenerie sehr gut. (Ein Schlager.)“

„Das Spiel der Akteure ist durchwegs gut, wenn auch die Hauptdarstellerin in einigen Szenen outriert. Die Aufmachung läßt teilweise zu wünschen übrig, die Photographie ist auf der Höhe. Dank seines amüsanten Inhaltes und flotten Spiel wird der Film seinen Weg machen.“